# Percy Grainger
George Aldridge Grainger, egentligen George Percy Grainger, född 8 juli 1882 i Brighton i Melbourne i Victoria, död 20 februari 1961 i White Plains i New York, var en australisk-amerikansk tonsättare och pianist.

## Biografi
Percy Grainger tog pianolektioner först i födelsestaden och sedan i Europa. Han framträdde som pianist först 1900 i London och därefter på flera kontinenter och turnerade även som dirigent. Somrarna 1919–1931 var han lärare vid Chicago Musical College.
Grainger var som tonsättare huvudsakligen självlärd och var originell i sitt sätt att behandla olika folkmusikmotiv. Mycket av hans musik bygger på folkmelodier, vilka han själv samlade in. Han valde godtyckligt intervall utan hänsyn till skala och tonalitet.
År 1935 startades Grainger Museum i Melbourne.

## Verk
Grainger samlade över 500 Folk songs, som utgjorde grunden till hans British Folk Music Settings som till exempel Country Gardens, Molly on the Shore, Shepherd’s Hey! och Irish Tune from County Derry. Han publicerade som regel sina kompositioner i flera versionen, för till exempel blåsorkester, blåsarkvintett och för ett eller två pianon.

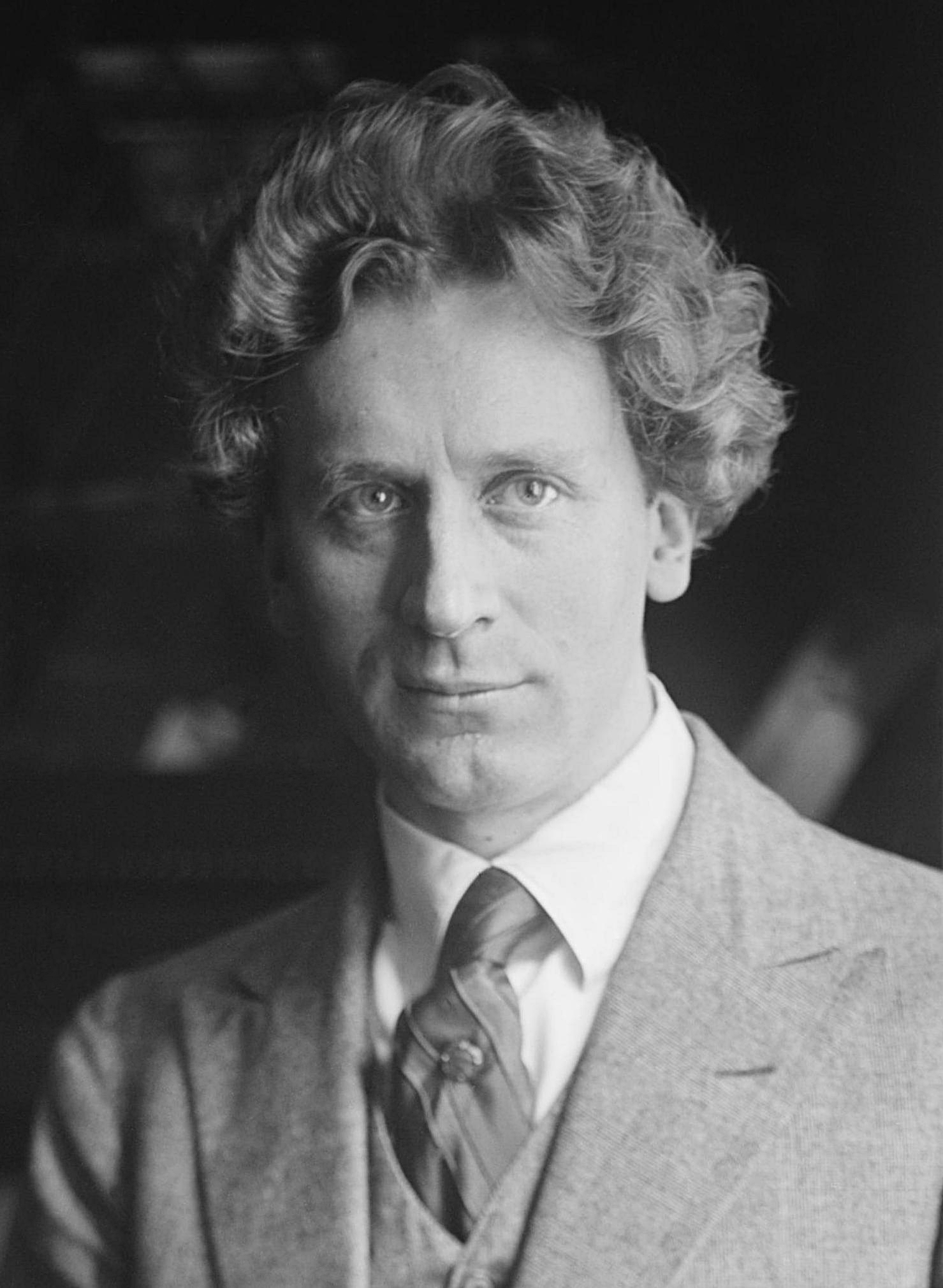
Percy Grainger

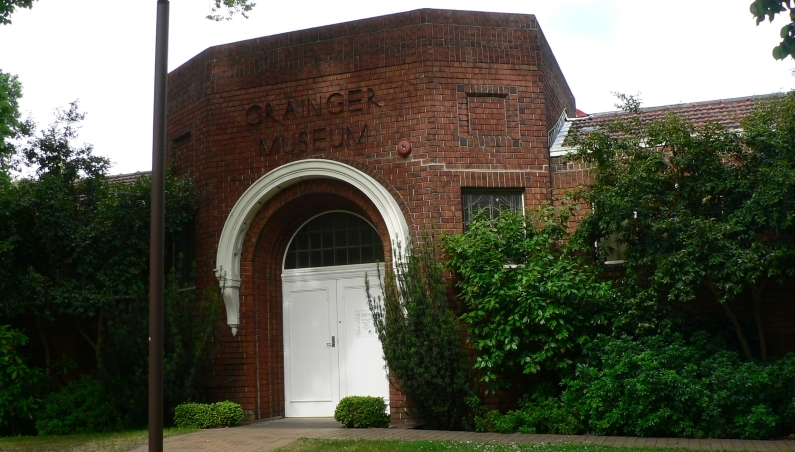
Grainger Museum, Melbourne.

### Orkesterverk
- 1928 Colonial Song
- In a Nutshell, Suite
- Molly on the Shore, Irish Reel
- The Warriors - Music to an Imaginary Ballet
- The Merry Wedding för kör och orkester
- Danish Folksong Suite
- Arrival Platform Humlet för orkester och piano
- Australian Marching Song
- Beaches of Lukannon för blandad kör, stråkar och harmonium
- Train Music (1901)
- Scotch Strathspey And Reel för kör och orkester ("What shall we do with a drunken sailor?")

### Verk för blåsorkester
- 1901/1902 Hill Song no 1 (ursprungligen för: 2 piccoloflöjter, 6 oboer, 6 engelska horn, 6 fagotter och kontrafagott)
- 1905 Lads of Wamphray marsch
- 1905 Walking Tune
- 1907 Hill Song no 2 tillägnad Balfour Gardiner; 1929 arrangerad för: två flöjter, (därav en även piccolo), oboe, engelskt horn, två klarinetter, basklarinett, fagott, två trumpeter, horn, trombon, bäcken, två harmonium (eller ett harmonium och en orgel) och piano
- 1910 Mock Morris
- 1911 The Sussex Mummers' Christmas Carol
- 1911 I’m Seventeen Come Sunday
- 1911 Willow, Willow
- 1912 Sir Eglamore för blandad kör och blåsorkester
- 1914 The Bride’s Tragedy för blandad kör och blåsorkester
- 1916 Arrival Platform Humlet
- 1916 The Warriors
- 1918 Children’s March: Over the Hills and Far Away
- 1918 Irish Tune from County Derry; Shepherd's Hey
- 1919 Molly on the Shore
- 1923 The Widow’s Party för manskör och blåsorkester
- 1928 Colonial Song
- 1937 La Serenade Toscane Opus 3 Nr. 6 av Gabriel Fauré arrangerad för blåsorkester
- 1937 Lincolnshire Posy
  - 1. Lisbon (Dublin Bay)
  - 2. Horkstow Grange
  - 3. Rufford Park Poachers
  - 4. The Brisk Young Sailor
  - 5. Lord Melbourne
  - 6. The Lost Lady Found
- 1938 The Merrie King
- 1939 The Immovable Do
- 1939 The Duke of Marlborough Fanfare
- 1942 The "Gum-Sucker's" March
- 1942 Chorale No. II av Cesar Franck arrangerad för blåsorkester
- 1943 The Power of Rome and the Christian Heart
- 1948 Marching Song Of Democracy för blandad kör och blåsorkester
- 1949 Ye Banks and Braes o' Bonnie Doon
- 1953 Country Gardens
- 1953 Bell Piece Fantasi över en sång av John Dowland Now, O Now, I Needs Must Part
- 1954 Faeroe Island Dance (Let’s Dance Gay In Green Meadow <Neath The Mould Shall Never Dancer's Tread Go>)
- Angelus Ad Virginem
- Australian Up-Country Song

### Kammarmusik
- 1902 The Three Ravens för barytonsolo, kör och fem klarinetter
- 1907 Died For Love för vokalsolist, flöjt, klarinett och fagott
- 1912 Walking Tune för blåsarkvintett; senare omarbetad av komponisten för symfonisk blåsarbesättning på uppdrag av  Leopold Stokowski.
- 1938 The Merrie King för tre klarinetter, flöjt, basklarinett, barytonsaxofon, kontrafagott, trumpet, horn och piano
- Afterword för kör och bleckblåsare
- As Sally Sat A’Weeping brasskvintett
- Beautiful Fresh Flower för saxofontrio

### Pianoverk
- Always Merry and Bright för fyrhändigt piano

### Vokalmusik
- Agincourt Song för kör
- Anchor Song för kör
- At Twilight för blandad med solotenor